# Polyommatinae
Polyommatinae (egentlige blåfugle) er en underfamilie af sommerfugle. Der findes cirka 23000 arter, hvoraf de fleste har skinnende blå farver. Hunnerne er dog ofte brune eller med en reduceret blå bestøvning. Hos nogle arter er begge køn brune. Vingeundersiderne har ofte karakteristiske pletmønstre. Fra Danmark kendes 13 arter.

## Arter og slægter
De 13 arter i Polyommatinae, der er registreret i Danmark:
- Slægt Cupido
  - Dværgblåfugl (Cupido minimus)
- Slægt Celastrina
  - Skovblåfugl (Celastrina argiolus)
- Slægt Glaucopsyche
  - Kløverblåfugl (Glaucopsyche alexis)
- Slægt Phengaris
  - Ensianblåfugl (Phengaris alcon)
  - Sortplettet blåfugl (Phengaris arion)
- Slægt Polyommatus
  - Engblåfugl (Polyommatus semiargus)
  - Almindelig blåfugl (Polyommatus icarus)
  - Isblåfugl (Polyommatus amandus)
- Slægt Aricia
  - Rødplettet blåfugl (Aricia agestis)
  - Sortbrun blåfugl (Aricia artaxerxes)
- Slægt Plebejus
  - Bølleblåfugl (Plebejus optilete)
  - Argusblåfugl (Plebejus argus)
  - Foranderlig blåfugl (Plebejus idas)